# Otto Furrer
Otto Furrer (ur. 19 października 1903 w Zermatt, zm. 26 lipca 1951 na Matterhornie) – szwajcarski narciarz alpejski, klasyczny i biathlonista, pięciokrotny medalista mistrzostw świata w narciarstwie alpejskim.

## Kariera
W 1928 roku Furrer wziął udział w igrzyskach olimpijskich w Sankt Moritz. W biegu na 18 km zajął 21. miejsce, a w patrolu wojskowym, który był dyscypliną pokazową, zajął trzecie miejsce.
Trzy lata później, na mistrzostwach świata w narciarstwie alpejskim w Mürren wywalczył srebrny medal w zjeździe. W zawodach tych rozdzielił na podium dwóch rodaków: Waltera Pragera i Fritza Steuriego. Najlepsze wyniki osiągnął podczas mistrzostw świata w Cortina d’Ampezzo w 1932 roku, gdzie zdobył trzy medale. Najpierw zajął trzecie miejsce w zjeździe, przegrywając tylko z Austriakiem Gustavem Lantschnerem i kolejnym Szwajcarem, Davidem Zoggiem. Następnie był drugi w slalomie, plasując się między Friedlem Däuberem z Niemiec i Austriakiem Hansem Hauserem. Wyniki te pozwoliły mu zwyciężyć w kombinacji alpejskiej, przed Hauserem i Lantschnerem. Ostatni medal zdobył na mistrzostwach świata w Innsbrucku w 1933 roku, gdzie zajął trzecie miejsce w kombinacji. Na tych samych mistrzostwach był piąty w zjeździe i czwarty w slalomie, gdzie walkę o medal przegrał ze Steurim o 0,4 sekundy. Startował także w mistrzostwach świata w Mürren w 1935 roku, gdzie jego najlepszym wynikiem było szóste miejsce w slalomie.
W latach 1931 (Mürren), 1932 (Sankt Anton am Arlberg) i 1934 (Mürren) wygrywał rywalizację w slalomie, zjeździe i kombinacji w ramach zawodów Arlberg-Kandahar. Wygrał także zawody Parsenn-Derby w Davos w 1933 roku.
Uprawiał także skialpinizm oraz alpinizm, był również przewodnikiem górskim. Furrer był współzałożycielem ośrodka narciarskiego w rodzinnym Zermatt. Ponadto stworzył szkołę narciarską, której był dyrektorem od 1935 roku do śmierci.
Zginął 26 lipca 1951 r., kiedy podczas zejścia z Matterhornu pękła lina, co spowodowało upadek i śmierć na miejscu.

## Osiągnięcia w narciarstwie alpejskim

### Mistrzostwa świata
| Miejsce | Dzień     | Rok  | Miejscowość       | Konkurencja | Czas biegu | Strata    | Zwycięzca         |
| ------- | --------- | ---- | ----------------- | ----------- | ---------- | --------- | ----------------- |
| 2.      | 20 lutego | 1931 | Mürren            | Zjazd       | 1:56,2     | +21,8     | Walter Prager     |
| DNS     | 23 lutego | 1931 | Mürren            | Slalom      | 0:54,6     | -         | David Zogg        |
| 3.      | 4 lutego  | 1932 | Cortina d’Ampezzo | Zjazd       | 5:10,0     | +12,6     | Gustav Lantschner |
| 2.      | 6 lutego  | 1932 | Cortina d’Ampezzo | Slalom      | 1:26,1     | +0,9      | Friedl Däuber     |
| 1.      | 6 lutego  | 1932 | Cortina d’Ampezzo | Kombinacja  | 97,555 pkt | -         | -                 |
| 5.      | 8 lutego  | 1933 | Innsbruck         | Zjazd       | 5:07,0     | +9,6      | Walter Prager     |
| 4.      | 9 lutego  | 1933 | Innsbruck         | Slalom      | 2:29,9     | +11,2     | Anton Seelos      |
| 3.      | 9 lutego  | 1933 | Innsbruck         | Kombinacja  | 96,10 pkt  | +1,13 pkt | Anton Seelos      |
| 6.      | 24 lutego | 1935 | Mürren            | Slalom      | 1:46,1     | +7,9      | Anton Seelos      |
| 12.     | 25 lutego | 1935 | Mürren            | Zjazd       | 3:30,4     | +19,0     | Franz Zingerle    |
| 7.      | 25 lutego | 1935 | Mürren            | Kombinacja  | 96,63      | -4,24     | Anton Seelos      |

## Osiągnięcia w biegach narciarskim

### Igrzyska olimpijskie
| Miejsce | Dzień     | Rok  | Miejscowość  | Konkurencja             | Wynik   | Strata | Zwycięzca            |
| ------- | --------- | ---- | ------------ | ----------------------- | ------- | ------ | -------------------- |
| 21.     | 17 lutego | 1928 | Sankt Moritz | 18 km stylem klasycznym | 1:37:01 | +20:04 | Johan Grøttumsbråten |